# Hieracium albatipes
Hieracium albatipes es una especie de planta con flor del género Hieracium, de la familia Asteraceae, orden Asterales.

## Distribución
Hieracium albatipes se distribuye por Suecia.

## Taxonomía
Fue descrita científicamente por (Dahlst.) Dahlst. ex Johanss. Fue publicada en Ark. Bot. 21A(15): 54 (1928).